# Argyle (Misuri)
Argyle es un pueblo ubicado en el condado de Osage en el estado estadounidense de Misuri. En el Censo de 2010 tenía una población de 162 habitantes y una densidad poblacional de 155,21 personas por km².

## Geografía
Argyle se encuentra ubicado en las coordenadas 38°17′43″N 92°1′32″O / 38.29528, -92.02556. Según la Oficina del Censo de los Estados Unidos, Argyle tiene una superficie total de 1.04 km², de la cual 1.04 km² corresponden a tierra firme y (0%) 0 km² es agua.

## Demografía
Según el censo de 2010, había 162 personas residiendo en Argyle. La densidad de población era de 155,21 hab./km². De los 162 habitantes, Argyle estaba compuesto por el 100% blancos, el 0% eran afroamericanos, el 0% eran amerindios, el 0% eran asiáticos, el 0% eran isleños del Pacífico, el 0% eran de otras razas y el 0% pertenecían a dos o más razas. Del total de la población el 0.62% eran hispanos o latinos de cualquier raza.